# Talhadas
Talhadas est une paroisse civile portugaise (en portugais : freguesia) de la municipalité de Sever do Vouga dans le district d'Aveiro.

## Géographie
Talhadas se trouve au sud de la municipalité de Sever do Vouga.
Elle est desservie par l'autoroute A25 entre Aveiro et Viseu.

## Démographie
Lors du recensement de 2021, Talhadas compte 1 126 habitants.